# تروند هينركسن
تروند هينركسن (بالنرويجية البوكمول: Trond Børge Henriksen)‏ هو لاعب كرة قدم ومدرب كرة قدم نرويجي في مركز الدفاع، ولد في 28 أبريل 1964 في تروندهايم في النرويج. لعب مع نادي روسنبورغ.